# Martina Hafnar Gorjanc
Martina Hafnar Gorjanc, slovenska pedagoginja in pesnica, * 11. november 1941, Voklo.

## Življenje in delo
Rodila se je v Voklem pri Šenčurju, z dekliškim priimkom Gorjanc. Maturo je opravila v Kranju, pa Pedagoški akademiji v Ljubljani pa je diplomirala iz slovenistike. Poučevala je slovenski jezik v Gorenji vasi, v Poljanah nad Škofjo Loko in v Kranju. 
Opravila je teološko pastoralno šolo na Teološki fakulteti v Ljubljani. Po upokojitvi se ukvarja s katehezo. Je članica Skupnosti slovenskih katehetov in katehistinj. Bila je članica Pastoralno občnega zbora in Komisije župnijskih pastoralnih svetov v ljubljanski nadškofiji. Od vsega začetka deluje v Društvu katoliških pedagogov.
Piše članke in pesmi za razne časopise in revije in ima samostojna predavanja iz jezikovnega in andragoškega področja.